# Amadina páskovaná
Amadina páskovaná (Amadina fasciata) je drobný pták z čeledi astrildovitých, z rodu Amadina. Jedná se o drobného a pestře zbarveného ptáka, který je hojně rozšířen na velkém území Afriky na jih od Sahary. Nejvhodnější jsou pro ně savany a spíše než vlhkému počasí dávají přednost suchu. Oficiálně vytváří celkem tři zeměpisné formy, i když některé zdroje jich uvádějí až šest. Živí se semeny trav, bobulemi a výjimečně i hmyzem. Amadina páskovaná je často chována jako okrasný pták i v České republice. Pohlavní dimorfismus je výrazný na první pohled i pro začátečníka. Velikost kroužku je 2,7 mm. Pravděpodobně je blízce příbuzná s amadinou červenohlavou.

## Taxonomie

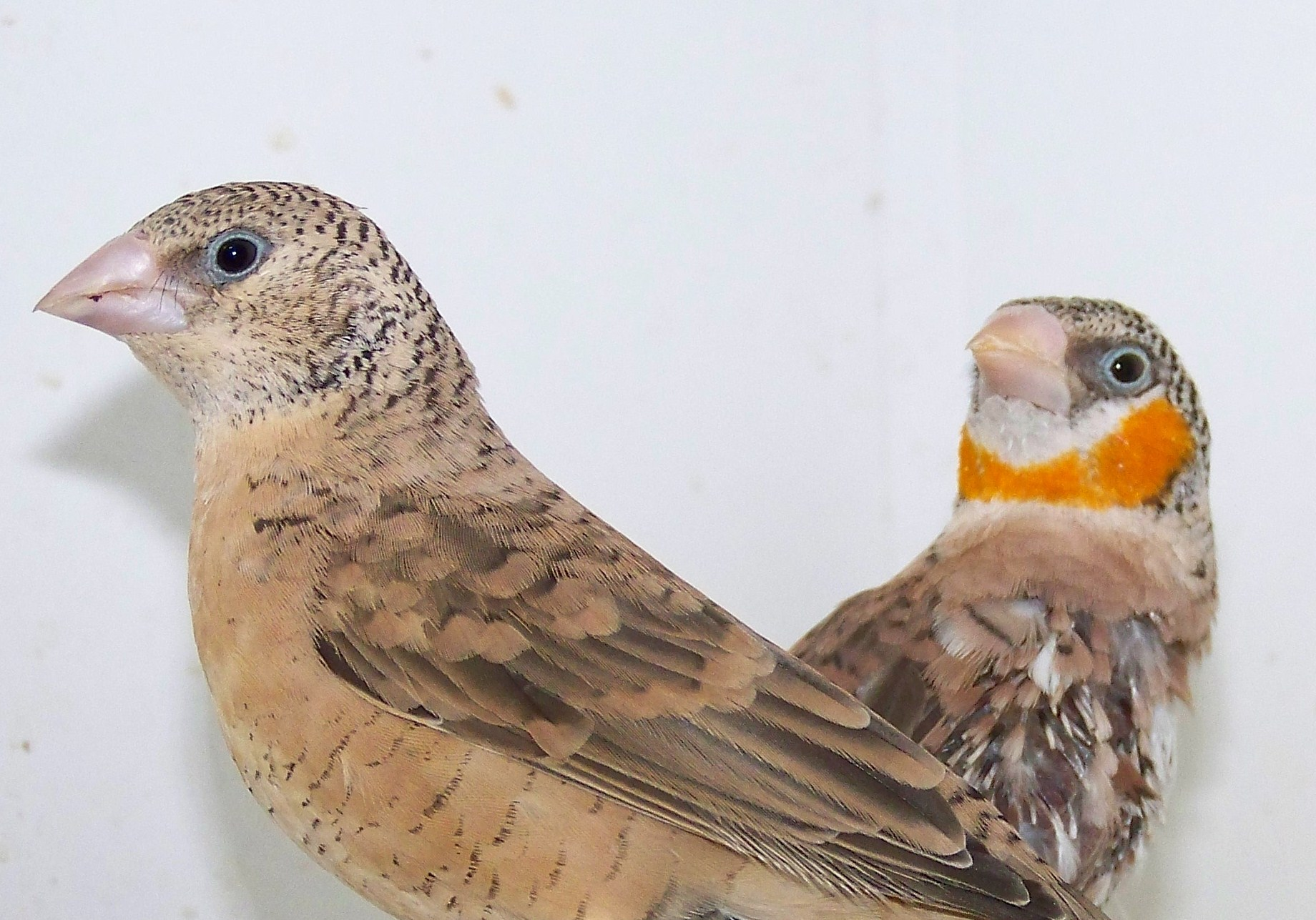
Sameček (s oranžovým pruhem) a samička

V současnosti amadinu páskovanou řadíme do řádu pěvců, čeledi astrildovitých, která zahrnuje přes 100 druhů ptáků, které spojuje především to, že jsou často chování jako okrasní. Přesto byla ještě v nedávné době řazena jako podčeleď čeledi snovačovitých. Běžně se uvádí, že má tři zeměpisné formy (poddruhy), avšak některé zdroje jich uvádějí i šest. Amadinu páskovanou poprvé popsal Johann Friedrich Gmelin v roce 1789 a pravděpodobně se jednalo o vzorek z území dnešní Ugandy.

## Výskyt a populace
Amadiny páskované se vyskytují v různých oblastech, které dohromady čítají 3 300 000 km². Jedná se o oblasti v Angole, Beninu, Botswaně, Burkině Faso, Kamerunu, Čadu, v republice Kongo, Súdánu, Tanzanii, Togu, Ugandě, Zambii a Zimbabwe. Pro tyto drobné pěvce je vhodné spíše suché, než vlhké prostředí. Přirozeně vyhledávají savany, pole nebo polopouště v blízkosti lidí a vodních ploch. Amadiny se sdružují do hejn, která většinou čítají okolo 20 kusů. V současné době je IUCN řadí mezi málo dotčená zvířata, nejedná se tedy o chráněný druh. Populace volně žijících jedinců je velká, ale i chovatelé si amadiny páskované oblíbili pro jejich vzhled i zpěv, proto je najdeme i u soukromých chovatelů.

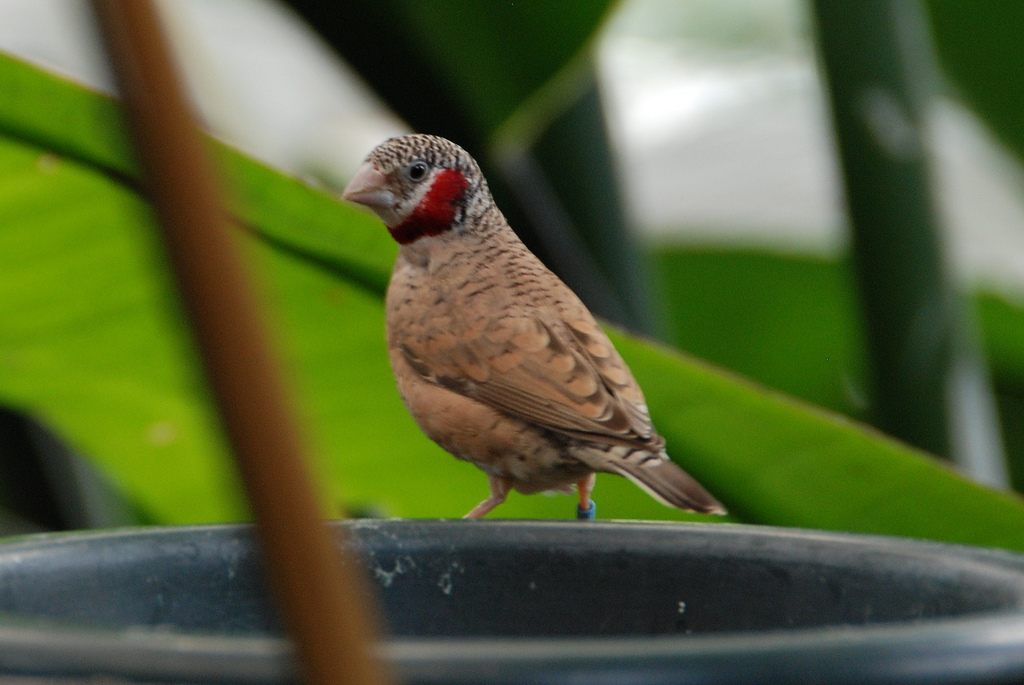
Sameček s červeným pruhem

## Vzhled
Amadina páskovaná má na délku asi 13 cm, samičky mohou být trochu menší. Jedná se o mohutně stavěné ptáky, jejichž pohlaví lze snadno rozeznat. Oči jsou černé, zobáky i nohy bývají béžové nebo masové barvy. Nohy jsou krátké, neopeřené. Základní zbarvení u obou pohlaví je světle hnědé, kropenaté. Břicho bývá světlejší, než záda a kropenatá je především hlava. Pohlavní dimorfismus je velmi výrazný i pro amatéra: samečci mají typický barevný pruh na krku. Tento pruh mívá různé barvy, nejčastěji je ale červený nebo oranžový. Ocasní pera jsou tmavě hnědá až černá.

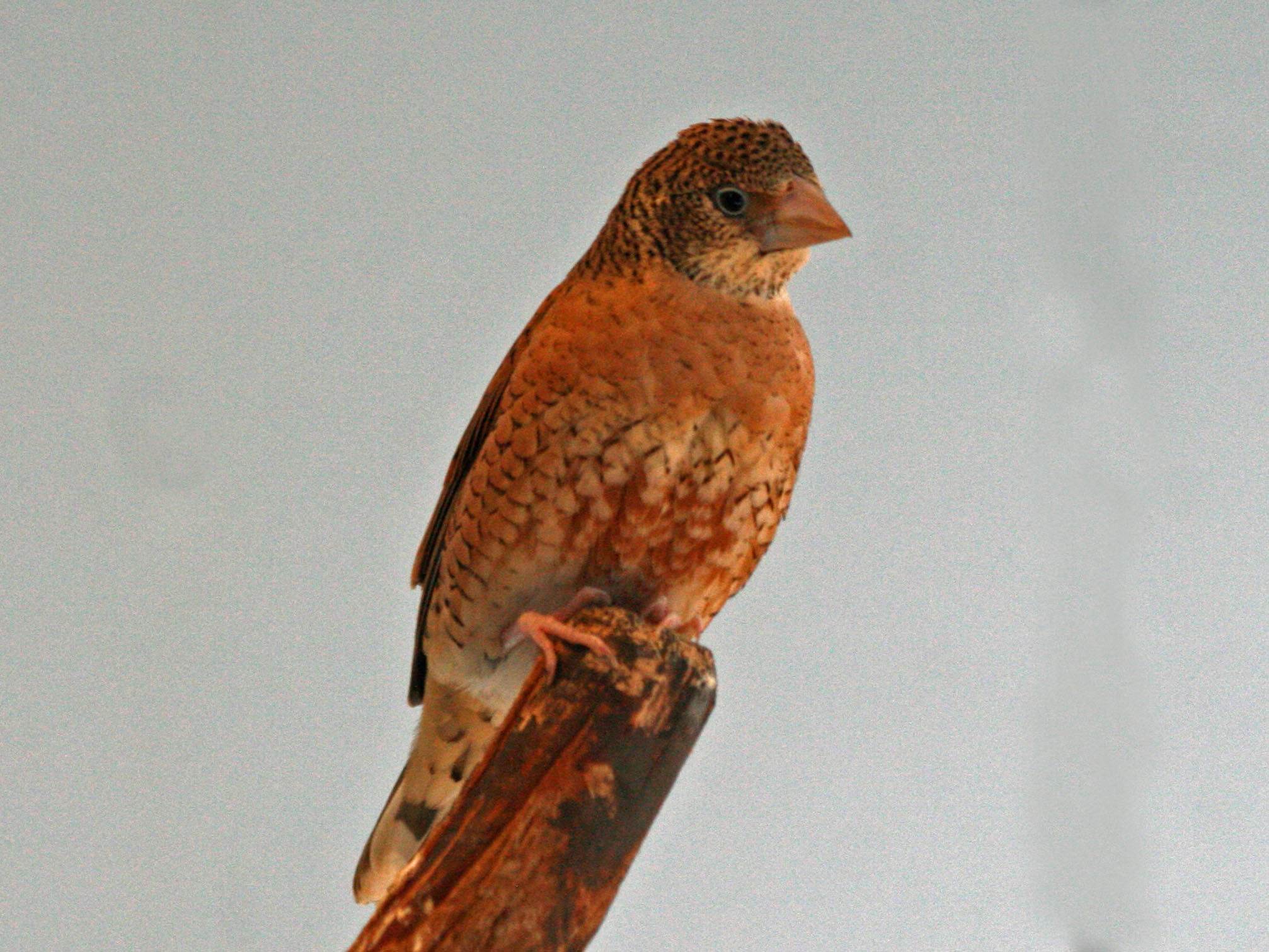
Samička

## Chov
Amadiny obecně jsou na chov nenáročné a hodí se i pro začínající chovatele okrasného ptactva. Hodí se hlavně pro voliérový chov. Jsou to hbití letci, takže voliéra by měla být dostatečně velká. Chovatel také musí myslet na to, že samci se mezi sebou špatně snášejí a při potyčkách mohou přijít i ke zranění, to bývá obzvláště časté v době hnízdění, kdy je lepší od sebe jednotlivé páry oddělit. Agresivně se amadiny chovají i k jiným druhům, proto není příliš vhodné chovat je s jiným astrildovitými. Možností je vybrat jim jako "spolubydlícího" větší druh, se kterým by si samci amadiny páskované nedovolili bojovat. Klec vhodná ke hnízdění by měla mít velikost 100 x 50 x 50 cm. Nejedná se o příliš choulostivé ptáky, vyhovuje jim pokojová teplota, ale neměli by se nacházet ve vlhkém prostředí, které jim je nepříjemné.
Snůška amadiny páskované většinou čítá tři až šest vajec, ne vždy jsou ale všechna oplodněná. Nejedná se o příliš dobré rodiče, často se stává, že rodiče své potomky zavrhnou, nekrmí je nebo je dokonce vyhánějí z hnízda, proto je vhodné pořídit si náhradní chůvu.
V zajetí je vhodné je krmit směsí pro drobné exotické ptáky s vyšším podílem lesknice. Tu je vhodné namíchat s naklíčeným nebo máčeným zrním. Nejsou příliš vybíravé, proto je vhodné občas jejich stravu něčím obohatit; salátovou okurkou, pampeliškami, jitrocelem nebo hruškami.